# Max Friedrich Richard Felgenträbe
Max Friedrich Richard Felgenträbe (* 12. Juli 1884 in Finsterwalde; † 12. September 1958 in Kassel) war ein deutscher Politiker (SPD) und Abgeordneter des Kurhessischen Kommunallandtages des preußischen Regierungsbezirks Kassel.

## Leben
Max Felgenträbe war der Sohn des Zimmermanns Moritz Felgenträbe und dessen Gemahlin Anna Kutscher. Nach seiner Schulausbildung absolvierte er eine Lehre als Drechsler und Möbelpolierer und organisierte sich im Deutschen Holzarbeiterverband. Nebenberuflich schrieb er für die Märkische Volksstimme. Von 1912 an war er hauptberuflich als Sekretär in der SPD-Geschäftsstelle in Offenbach am Main tätig. Er musste Kriegsdienst leisten und kehrte 1919 aus britischer Kriegsgefangenschaft in die Heimat zurück. Felgenträbe setzte seine Parteiarbeit in verschiedenen Städten, zuletzt in Kassel, fort. Hier wurde er im Mai 1924 Stadtverordneter und blieb bis 1928 in diesem Amt. 1926 erhielt er in indirekter Wahl ein Mandat für den Kurhessischen Kommunallandtag des Regierungsbezirks Kassel. 1928 legte er sein Amt nieder. Sein Nachfolger wurde Hermann Weidemann.
Er musste seine Tätigkeit als Parteisekretär wegen Berufsunfähigkeit aufgeben, war aber weiterhin für verschiedene Tageszeitungen, so für den Dortmunder General-Anzeiger, tätig. Von 1934 an, als seine geringe Rente aus einer Unterstützungskasse entfiel, ging er in eine Halbtagsstelle bei den Hessischen Nachrichten. 1951 schied er hier aus Altersgründen aus.